# Jürgen Wolf (Mediziner)
Jürgen Wolf (* 30. September 1959 in Oberkirch) ist ein deutscher Internist mit Schwerpunkt internistische Onkologie und Hochschullehrer. Er ist Medizinischer Direktor des Centrums für Integrierte Onkologie (CIO) am Standort Köln. Er hält eine Professur für Interdisziplinäre Translationale Onkologie an der Universität zu Köln und ist Sprecher der Lung Cancer Group Cologne (LCGC) und des nationalen Netzwerks Genomische Medizin Lungenkrebs (nNGM).

## Werdegang
Wolf studierte von 1978 bis 1985 an der Albert-Ludwigs-Universität Freiburg und promovierte dort 1985 bei Harald zur Hausen über Seroepidemiologie, Kreuzreaktivität und Helferabhängigkeit eines neuen, defekten Parvovirus. Von 1986 bis 1990 war er Postdoc am Deutschen Krebsforschungszentrum (DKFZ) Heidelberg in der Tumorvirologie-Arbeitsgruppe von Harald zur Hausen. 1990 begann er seine klinische Ausbildung in der Klinik I für Innere Medizin im Universitätsklinikum Köln bei Volker Diehl. Von 1990 bis 2003 leitete er das Labor für Forschung zum Hodgkin-Lymphom. Von 2000 bis 2004 war er Co-Chairman der Deutschen Hodgkin-Lymphom Studiengruppe (GHSG). Ab 2004 koordinierte er in Köln zusammen mit Michael Hallek den Aufbau des CIO in Köln.
2005 gründete Wolf zusammen mit Roman Thomas die Lung Cancer Group Cologne (LCGC) mit einem Fokus auf molekular stratifizierte frühe klinische Studien. 2010 gründete er zusammen mit Reinhard Büttner zunächst das Kölner Netzwerk Genomische Medizin (NGM) Lungenkrebs, 2018 dann das nationale Netzwerk Genomische Medizin (nNGM), eines der europaweiten Netzwerke zur Implementierung personalisierter Lungenkrebstherapie in die Breite der Versorgung. Mit Unterstützung durch die Stiftung Deutsche Krebshilfe und die gesetzlichen Krankenkassen arbeiten hier ca. 28 spezialisierte nNGM-Zentren mit über 500 regionalen Partnern (Krankenhäuser und Praxen) zusammen, um molekulare Diagnostik und personalisierte Lungenkrebstherapie allen Patienten zur Verfügung zu stellen und kontinuierlich weiterzuentwickeln. Im durch den Gemeinsamen Bundesausschuss (GBA) geförderten DigiNet Innovationsfondsprojekt wird seit 2021 die digitale Vernetzung von Zentren, Praxen und den Patienten selbst im nNGM weiter optimiert.
Seit 2019 ist Wolf Mitglied des Direktoriums des CIO Aachen Bonn Köln Düsseldorf, seit 2021 Mitglied des geschäftsführenden Direktoriums des NCT (Nationales Centrum für Tumorerkrankungen) West (Köln-Essen), seit 2021 Mitglied des genomDE-Konsortiums, einer Initiative des BMG zur Einführung genomischer Analysen in der Routineversorgung von Krebspatienten, seit 2022 Mitglied im Beirat des Zentrums für Krebsregisterdaten (ZfKD) im Robert-Koch-Institut.

## Ehrungen
- 2016 Innovationspreis des Landes Nordrhein-Westfalen für den Aufbau des NGM
- 2019 Kongresspräsident (Scientific Chair) des European Lung Cancer Congress (ELCC)
- 2023 ROS+ Cancer Innovation Award der ROS1ders, einer internationalen Organisation von ROS1-positiven Lungenkrebs-Patientinnen und -patienten
- 2024 Deutsche Krebshilfe Preis (zusammen mit Roman Thomas und Reinhard Büttner) für den Aufbau des Kölner Lungenkrebsprogramms und des nationalen Netzwerks Genomische Medizin Lungenkrebs

## Veröffentlichungen
- Jürgen Wolf, Takashi Seto, Ji-Youn Han, Noemi Reguart, Edward B. Garon, Harry J.M. Groen, Daniel S.W. Tan, Toyoaki Hida, Maja de Jonge, Sergey V. Orlov, Egbert F. Smit, Pierre-Jean Souquet, Johan Vansteenkiste, Maximilian Hochmair, Enriqueta Felip, Makoto Nishio, Michael Thomas, Kadoaki Ohashi, Ryo Toyozawa, Tobias R. Overbeck, Filippo de Marinis, Tae-Min Kim, Eckart Laack, Anna Robeva, Sylvie Le Mouhaer, Maeve Waldron-Lynch, Banu Sankaran, O. Alejandro Balbin, Xiaoming Cui, Monica Giovannini, Mikhail Akimov, Rebecca S. Heist: Capmatinib in MET Exon 14–Mutated or MET-Amplified Non–Small-Cell Lung Cancer. In: New England Journal of Medicine. Band 383, Nr. 10, 2020, S. 944–957, doi:10.1056/NEJMoa2002787.